# Will Sergeant
Will Sergeant, nome completo "William Alfred Sergeant" (Liverpool, 12 aprile 1958), è un chitarrista britannico membro del gruppo Echo & the Bunnymen.

## Biografia e carriera
Nato al Walton Hospital, è cresciuto nel villaggio di Melling e ha frequentato la vicina Deyes Lane Secondary Modern. È l'unico membro costante del gruppo.
Come artista solista, Sergeant si è concentrato sul minimalismo e sull'atmosfera e di solito pubblicava musica interamente strumentale. Il primo lavoro da solista di Sergeant risale al 1978, quando ha autoprodotto Weird As Fish e ha realizzato un totale di sette copie. L'album è uscito 25 anni dopo. All'inizio della vita di Echo & the Bunnymen, Sergeant registrò La Vie Luonge, una colonna sonora per un breve filmato di un concerto dei Bunnymen che porta lo stesso nome. Il suo primo album solista formale, Themes for Grind, è stato pubblicato nel 1982, mentre era ancora attivo con gli Echo & the Bunnymen, e ha raggiunto il numero 6 nella classifica degli album indipendenti britannici.

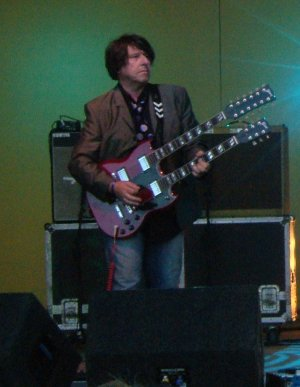
Esibizione del 2007 al festival Summer Sundae

Sergeant continuò con i Bunnymen anche dopo che Ian McCulloch se ne andò nel 1988, portando Noel Burke a cantare in Reverberation nel 1990, prima di sciogliere la band nel 1993. Nel 1994, Sergeant e McCulloch si riunirono per formare gli Electrafixion. La band fece un lungo tour e pubblicò un album, Burned, nel 1995. Dopo alcuni singoli e altri tour, la band iniziò a suonare un gran numero di vecchie canzoni di Echo & the Bunnymen ai loro spettacoli. Nel 1996, i Bunnymen si riformarono.
Sergeant tornò anche al lavoro da solista nel 1997, sotto il soprannome di Glide, producendo musica strumentale sperimentale, ambient e psichedelica basata su suoni di tastiera ed elettronici. Quell'anno pubblicò il live Space Age Freak Out, seguito da un altro album dal vivo, Performance, nel 2000. Glide iniziò a fare tournée e apriva spesso per Echo & the Bunnymen nei primi anni 2000. Glide ha pubblicato Curvature of the Earth nel 2004.
Sergeant è stato ospite di When the Bombs Drop (2006) dei Primal Scream e dell'omonimo album di debutto (2008) dei Baltic Fleet.
Nel 2013 Will Sergeant e Les Pattinson, ex bassista degli Echo & the Bunnymen, hanno formato i "Poltergeist" con l'ex batterista dei Black Velvets Nick Kilroe. Hanno suonato dal vivo e hanno pubblicato un album chiamato Your Mind Is A Box (Let Us Fill It With Wonder) nel giugno 2013. Sergeant ha dichiarato al giornalista Jon Cronshaw che: “Non vogliamo attenerci al formato strofa-ritornello-strofa, perché è quello che dobbiamo fare nei Bunnymen. Stiamo cercando di fare qualcosa che sia un po' diverso e un po' più aperto. Possiamo fare qualsiasi cosa con questo progetto perché non siamo governati da alcun preconcetto su ciò che le persone si aspettano. Se volessimo, potremmo fare un assolo di flauto al naso ambient di 40 minuti se lo volessimo davvero, capisci? Mi piace solo quell'aspetto che possiamo portarlo ovunque.”
Nel 2021 ha pubblicato Bunnyman, la prima parte della sua autobiografia che copre la sua infanzia e la formazione di Echo and the Bunnymen fino a poco prima che sostituissero la drum machine con Pete de Freitas.

## Discografia

### Echo & the Bunnymen
- Vedi Echo & the Bunnymen#Discografia

### Electrafixion
- Vedi Electrafixion#Discografia

### Glide
- 1997 - Space Age Freak Out
- 2000 - Performance
- 2004 - Curvature of the Earth, Cooking Vinyl
- 2014 - Assemblage 1 & 2, 92 Happy Customers

### Poltergeist (featuring Les Pattinson)
- 2013 - Your Mind is a Box (Let Us Fill It With Wonder)

### Solista

#### Album
- 1978 - Weird as Fish
- 1982 - Themes for Grind , 92 Happy Customers
- 2003 - Weird As Fish/Le Via Luonge, Ochre
- 2012 - Things Inside, 92 Happy Customers

#### Singoli
- 1982 - Favourite Branches, Warner Music Group
- 1995 - Cosmos, Ochre
- 1998 - You Have Just Been Poisoned by the Serpents, Ochre
- 2000 - Themes from Grind: Remixes, Ochre